# Зундгауский диалект
Зундгауский диалект (нем. Sundgauisch) — диалект немецкого языка, распространённый в местности Сунго/Зундгау в Эльзасе (департамент Верхний Рейн), к югу от города Мюлуз (Мюльхаузен). Обнаруживается также в Бельфоре и Базеле. Принадлежит к верхнеалеманнским диалектам (южнонемецкая группа).